# Томас, Карл Густав Адольф
Карл Густав Адольф Томас (1834—1887) — немецкий художник.

## Биография
Родился в Циттау 28 сентября 1834 года.
С 1859 года учился в Дрезденской художественной академии у Людвига Рихтера. В 1863 году был награждён медалью. 
Благодаря стипендии, полученной в 1864 году, он  Затем он продолжил учебу в Мюнхене .
Прекрасно владея рисунком, он был вначале довольно слаб по части колорита, но потом, получив в 1864 году стипендию, отправился в учебную поездку в Верхнюю Баварию и Тироль и, обучаясь у Адольфа Лиера и Фридриха Вольца, достиг замечательного успеха и в этом отношении. 
Вернувшись в Дрезден, он посвятил себя пейзажной живописи. В новом театре в Дрездене Томас нарисовал на лестничной клетке пейзаж из «Гёца фон Берлихинген». Около 1873 года он написал цикл картин «Amor und Psyche», который сейчас находится в муниципальном музее Циттау.
С 1884 года заведовал ландшафтным классом в Дрезденской академии. Написал огромное количество картин, акварелей и рисунков пером. Из его ландшафтов, писанных масляными красками, важнейшие: «Вид в верхнебаварских горах» (1866; Дрезденская галерея), «Вид на Химзее» (1867), «Вечер на Piccola Marina на о-ве Капри» (1872) и «Пейзаж с мифологическим стаффажем». 
Скончался в Дрездене 16 января 1887 года.

Цикл картин «Amor und Psyche»
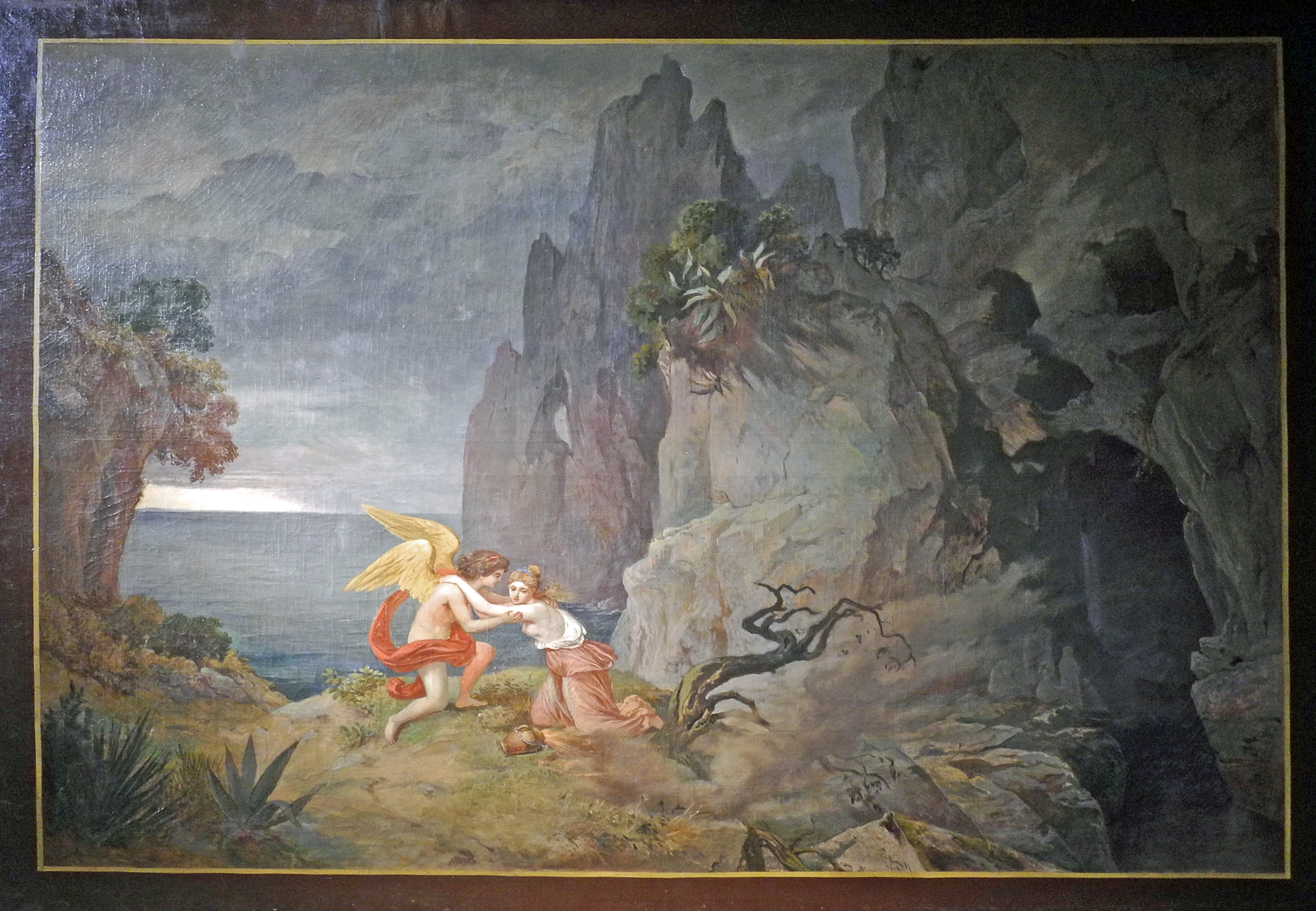
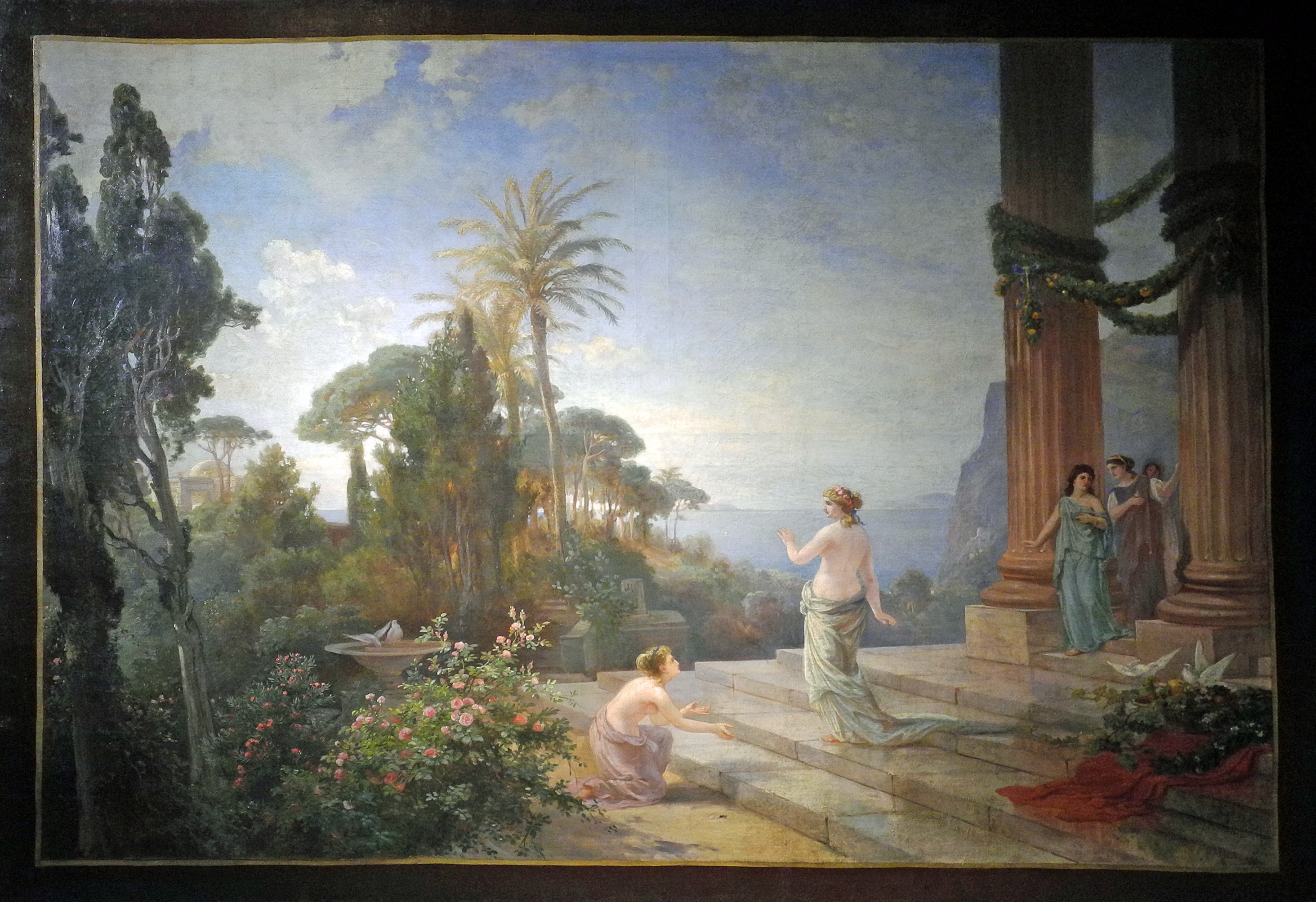
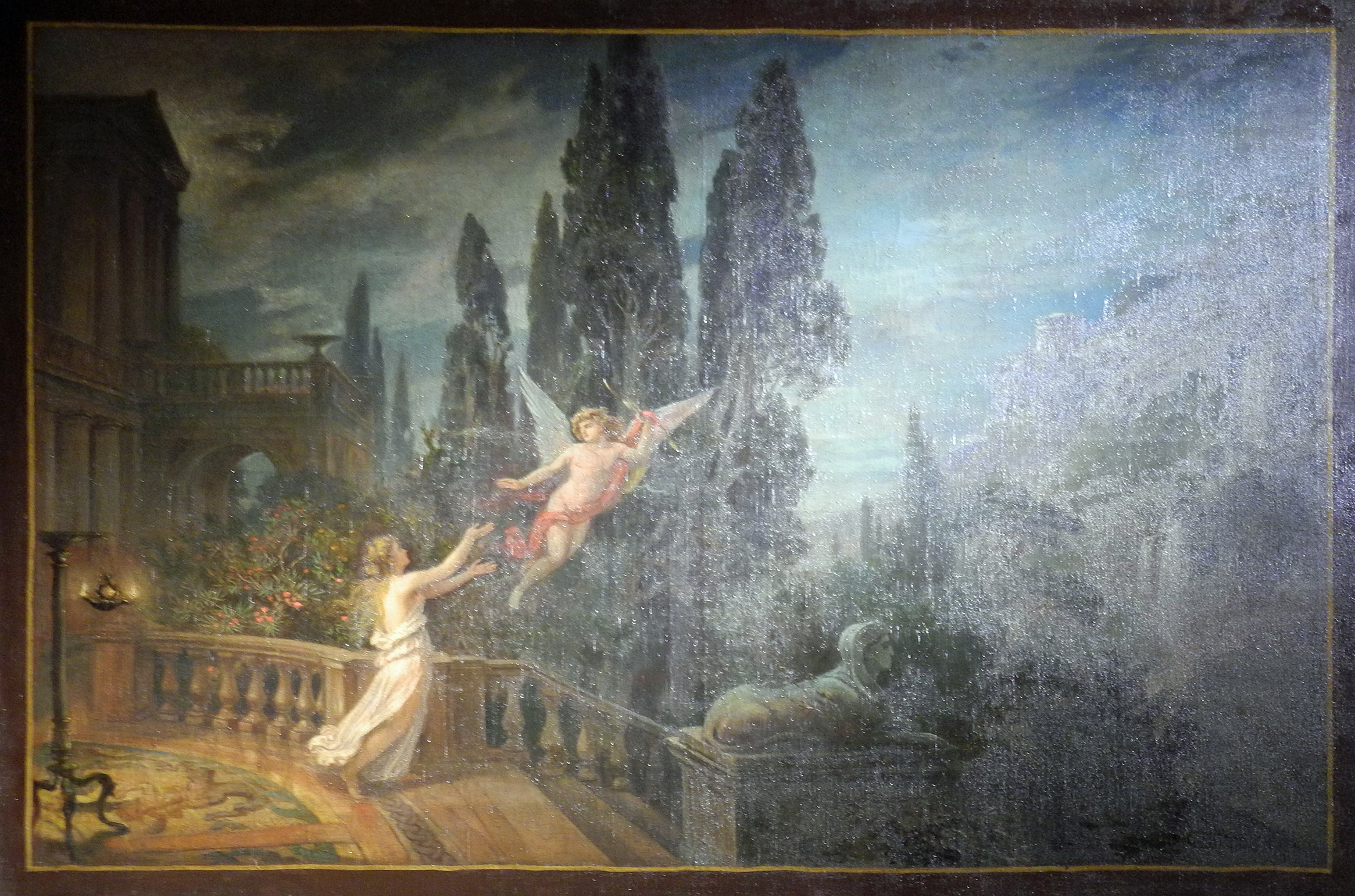
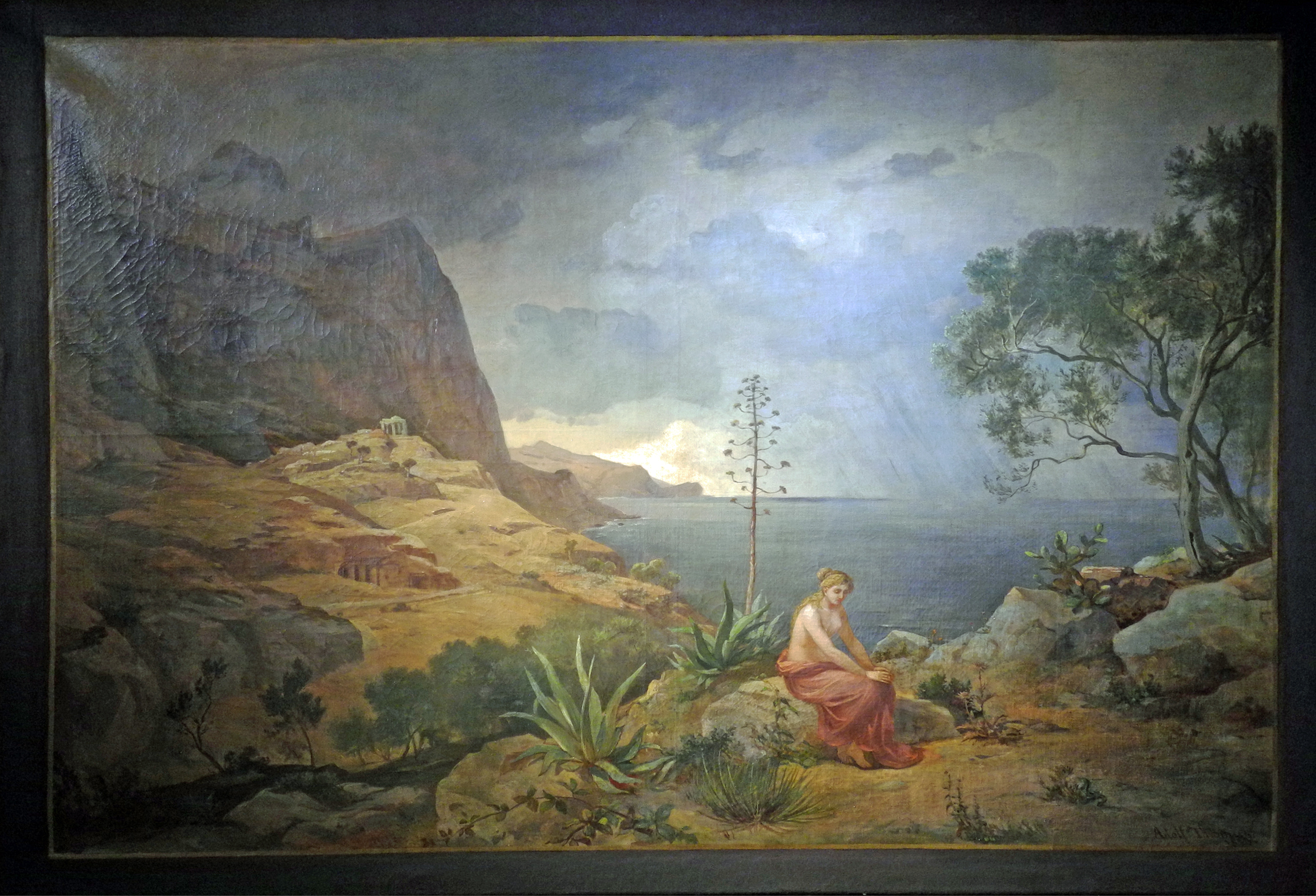
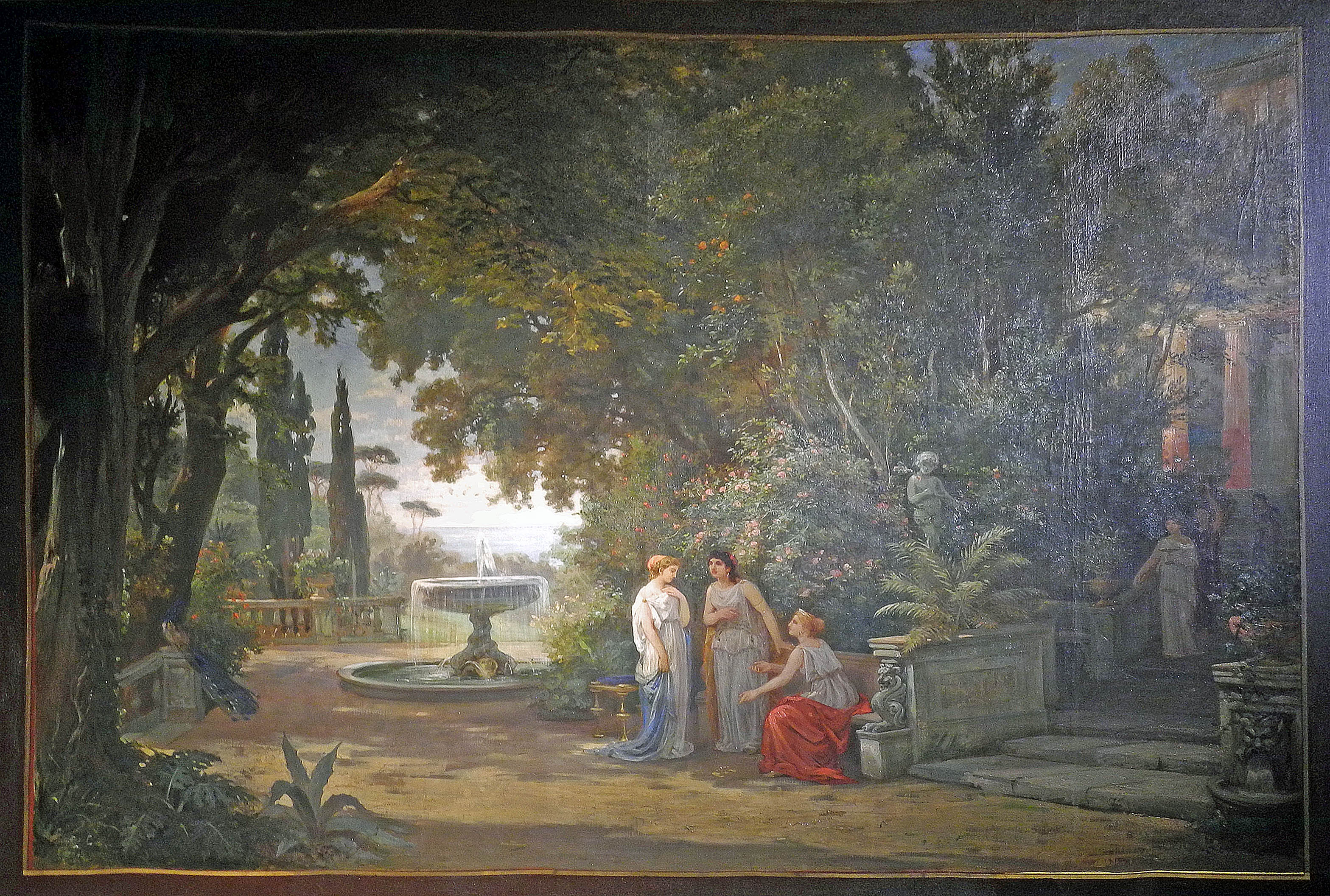
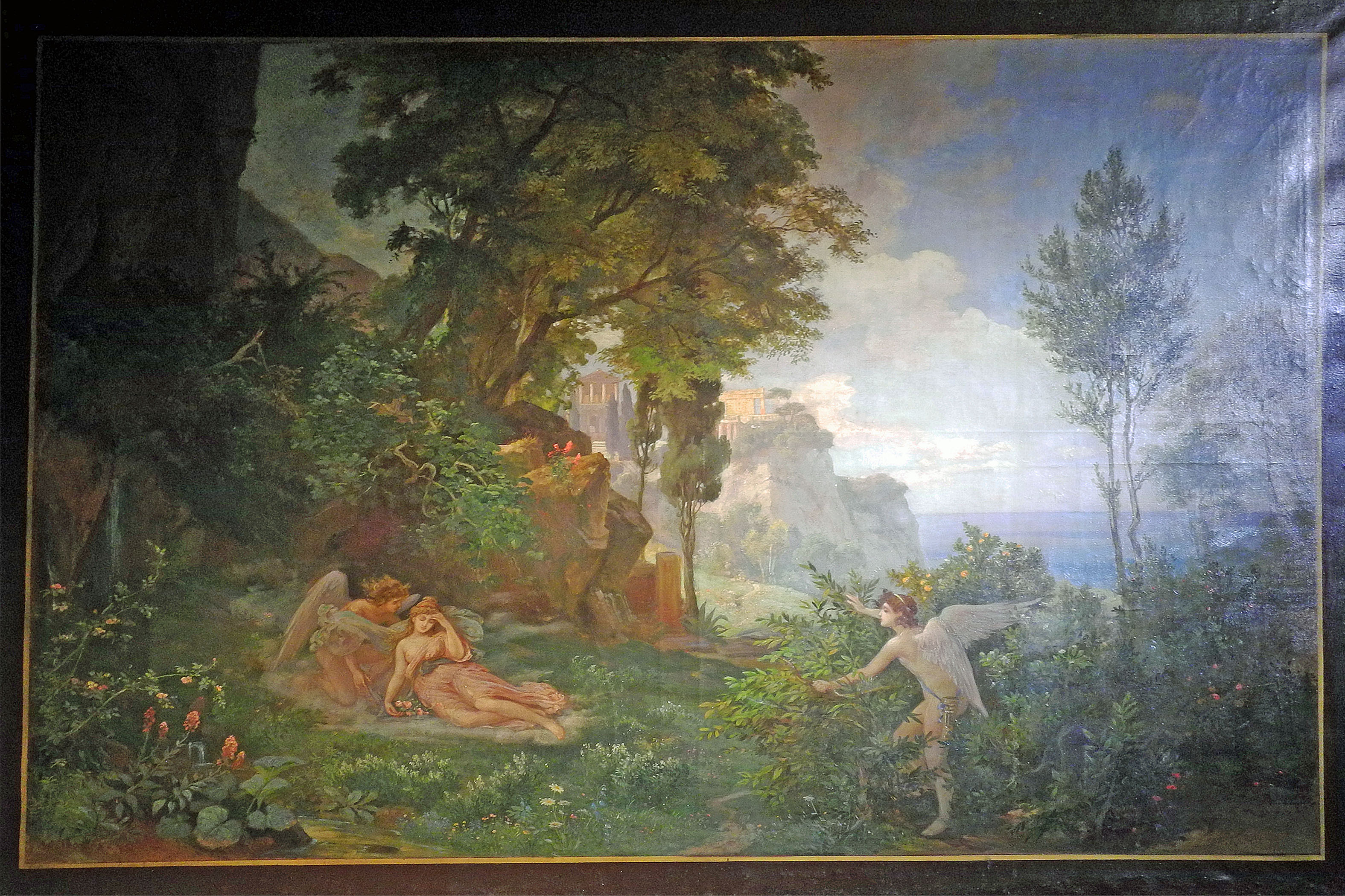